# Мантел (Маркт)
Мантел (њем. Mantel) град је у њемачкој савезној држави Баварска. Једно је од 38 општинских средишта округа Нојштат ан дер Валднаб. Према процјени из 2010. у граду је живјело 2.997 становника. Посједује регионалну шифру (AGS) 9374134.

## Географски и демографски подаци
Мантел се налази у савезној држави Баварска у округу Нојштат ан дер Валднаб. Град се налази на надморској висини од 400 метара. Површина општине износи 16,8 km². У самом граду је, према процјени из 2010. године, живјело 2.997 становника. Просјечна густина становништва износи 178 становника/km².